# Lijst van presidenten van Syrië
De president van Syrië is het staatshoofd van de Arabische Republiek Syrië. De president moet een Arabische Syriër, ten minste 40 jaar oud zijn en moet een Moslim zijn. De Volksraad (Syrisch parlement) stelt een persoon kandidaat voor het presidentschap, vervolgens wordt de keuze van de Volksraad in een referendum aan het volk voorgelegd die hun goedkeuring, dan wel afkeuring, uitspreken over de kandidatuur. Wanneer de bevolking zich via een referendum positief uitspreekt over de kandidatuur volgt er een stemming in de Volksraad. Wanneer de kandidaat een absolute meerderheid heeft behaald is hij tot president gekozen. De ambtstermijn van de president is 7 jaar. De president kan telkens herkozen worden.

## Staatshoofden van Syrië (1918-heden)

### Regeringshoofden (1918-1920)
| Regeringshoofd | Regeringshoofd                                    | Ambtstermijn                       |
| -------------- | ------------------------------------------------- | ---------------------------------- |
|                | Muhammad Said al-Jazairi                          | 30 september 1918                  |
|                | Ali Rida Basha ar-Rikabi                          | 30 september 1918 - 5 oktober 1918 |
|                | Emir Faisal ibn al-Hussein al-Hashimi (1885-1933) | 5 oktober 1918 - 8 maart 1920      |

### Koning (1920)
| Monarch | Monarch                                                    | Ambtstermijn |
| ------- | ---------------------------------------------------------- | ------------ |
|         | Emir Faisal I Faisal ibn al-Hussein al-Hashimi (1885-1933) | 8 maart 1920 |

### Staatshoofden (1922-1936) (Frans Mandaat)
| Staatshoofd | Staatshoofd                                                 | Ambtstermijn                        |
| ----------- | ----------------------------------------------------------- | ----------------------------------- |
|             | Subhi Bey Barakat al-Khalidi (1883–1939)                    | 28 juni 1922 - 21 december 1925     |
|             | Marie François Julien Pierre-Alype (1853–1932) (waarnemend) | 9 februari 1926 - 28 april 1926     |
|             | Damad-i Shahriyari Ahmad Nami Bey (1840–1928)               | 28 april 1926 - 15 februari 1928    |
|             | Sjeik Taj al-Din al-Hasani (1885–1943) (waarnemend)         | 15 februari 1928 - 19 november 1931 |

### Presidenten van Syrië (1936-1961)
| President  | President                                                                            | Ambtstermijn                        | Partij          | Partij | Verkiezing |
| ---------- | ------------------------------------------------------------------------------------ | ----------------------------------- | --------------- | ------ | ---------- |
|            | Muhammad Ali Bey al-Abid (1867–1939)                                                 | 11 juni 1932 - 21 december 1936     | Onafhankelijk   |        |            |
|            | Hashim Khalid al-Atassi (1875–1960)                                                  | 21 december 1936 - 7 juli 1939      | KW              |        |            |
|            | Nasuhi Salim al-Bukhari                                                              | 7 juli 1939 - 10 juli 1939          |                 |        |            |
|            | Bahij al-Din al-Khatib (1895–1981) voorzitter van de Raad van Commissarissen         | 10 juli 1939 - 4 april 1941         | Onafhankelijk   |        |            |
|            | Khalid al-Azm (1903–1965) (waarnemend)                                               | 4 april 1941 - 16 september 1941    | Onafhankelijk   |        |            |
|            | Sjeik Taj al-Din al-Hasani (1885–1943)                                               | 16 september 1941 - 17 januari 1943 | Onafhankelijk   |        |            |
|            | Jamil al-Ulshi (1883–1951) (waarnemend)                                              | 17 januari 1943 - 25 maart 1943     | Onafhankelijk   |        |            |
|            | Ata Bey al-Ayyubi (1877–1951) staatshoofd                                            | 25 maart 1943 - 17 augustus 1943    | Onafhankelijk   |        |            |
|            | Shukri al-Kuwatli (1891–1967)                                                        | 17 maart 1943 - 30 maart 1949       | KW              |        |            |
| SNP (1947) | Shukri al-Kuwatli (1891–1967)                                                        | 17 maart 1943 - 30 maart 1949       |                 |        |            |
|            | Husni az-Zaim (1897–1949)                                                            | 30 maart 1949 - 14 augustus 1949    | Militair / SSNP |        | 1949       |
|            | Muhammad Sami Hilmi al-Hinnawi (1898–1950) voorzitter van de Opperste Militaire Raad | 14 augustus 1949 - 15 augustus 1949 | Militair        |        |            |
|            | Hashim Khalid al-Atassi (1875–1960) staatshoofd                                      | 14 augustus 1949 - 2 december 1951  | HS              |        |            |
|            | Adib al-Shishakli (1909–1964) voorzitter van de Opperste Militaire Raad              | 2 december 1951 - 3 december 1951   | Militair / SSNP |        |            |
|            | Fawzi al-Silu (1905–1972) staatshoofd                                                | 3 december 1951 - 11 juli 1953      | Militair        |        |            |
|            | Adib al-Shishakli (1909–1964)                                                        | 11 juli 1953 - 25 februari 1954     | Militair / ABB  |        | 1953       |
|            | Maamun al-Kuzbari (1914–1998) (waarnemend)                                           | 26 februari 1954 - 28 februari 1954 | Onafhankelijk   |        |            |
|            | Hashim Khalid al-Atassi (1875–1960)                                                  | 28 februari 1954 - 6 september 1955 | HS              |        |            |
|            | Shukri al-Kuwatli (1891–1967)                                                        | 6 september 1955 - 22 februari 1958 | SNP             |        |            |

### Presidenten van Syrië (1961-heden)
| Nr. | President                    | President                                           | Ambtstermijn                         | Partij            | Partij | Verkiezing | Opmerking                                                                                          |
| --- | ---------------------------- | --------------------------------------------------- | ------------------------------------ | ----------------- | ------ | ---------- | -------------------------------------------------------------------------------------------------- |
| -   |                              | Maamun al-Kuzbari (1914–1998) Interim               | 29 september 1961 - 20 november 1961 | Onafhankelijk     |        |            | |
| -   |                              | Izzat an-Nuss (1900–1972) Interim                   | 20 november 1961 - 14 december 1961  | Militair          |        |            | |
| 1   |                              | Nazim al-Kudsi (1906–1998)                          | 14 december 1961 - 8 maart 1963      | HS                |        |            | |
| 2   |                              | Luia al-Atassi (1926–2003)                          | 9 maart 1963 - 27 juli 1963          | Militair / Ba'ath |        |            | Voorzitter van de Nationale Revolutionaire Commandoraad                                            |
| 3   |                              | Amin al-Hafiz (1921–2009)                           | 27 juli 1963 - 23 februari 1966      | Militair / Ba'ath |        |            | Voorzitter van de Nationaal Revolutionaire Commandoraad; 1964 voorzitter van de Presidentiële Raad |
| 4   |                              | Nureddin Mustafa al-Atassi (1929–1992)              | 25 februari 1966 - 18 november 1970  | Militair / Ba'ath |        |            | |
| 4   | Afgezet                      | Nureddin Mustafa al-Atassi (1929–1992)              |                                      | Militair / Ba'ath |        |            | |
| -   |                              | Sayyid Ahmad al-Hasan al-Khatib (1933–1982) Interim | 18 november 1970 - 22 februari 1971  | Ba'ath            |        |            | |
| -   |                              | Hafiz al-Assad (1930–2000)                          | 22 februari 1971 - 14 maart 1971     | Militair / Ba'ath |        |            | |
| 5   | 14 maart 1971 - 10 juni 2000 | Hafiz al-Assad (1930–2000)                          | 1971                                 | Militair / Ba'ath |        |            | |
| 5   | 14 maart 1971 - 10 juni 2000 | Hafiz al-Assad (1930–2000)                          | 1978                                 | Militair / Ba'ath |        |            | |
| 5   | 14 maart 1971 - 10 juni 2000 | Hafiz al-Assad (1930–2000)                          | 1985                                 | Militair / Ba'ath |        |            | |
| 5   | 14 maart 1971 - 10 juni 2000 | Hafiz al-Assad (1930–2000)                          | 1991                                 | Militair / Ba'ath |        |            | |
| 5   | Overleden in ambt            | Hafiz al-Assad (1930–2000)                          | 1999                                 | Militair / Ba'ath |        |            | |
| -   |                              | Abdul-Halim Khaddam (1932-2020) Interim             | 10 juni 2000 - 17 juli 2000          | Ba'ath            |        |            | |
| 6   |                              | Bashar al-Assad (1965)                              | 17 juli 2000 - 8 december 2024       | Ba'ath            |        | 2000       | |
| 6   | 2007                         | Bashar al-Assad (1965)                              | 17 juli 2000 - 8 december 2024       | Ba'ath            |        |            | |
| 6   | 2014                         | Bashar al-Assad (1965)                              | 17 juli 2000 - 8 december 2024       | Ba'ath            |        |            | |
| 6   | 2021                         | Bashar al-Assad (1965)                              | 17 juli 2000 - 8 december 2024       | Ba'ath            |        |            | |